# G&W
G&W is een historisch merk van motorfietsen.
De bedrijfsnaam was: Guy & Wheeler, Liverpool.
G&W was een Engels merk dat Minerva-, Peugeot- en Fafnir-inbouwmotoren toepaste.
In 1902 begon de productie, maar in die tijd waren er een groot aantal Britse bedrijven, vooral fietsfabrieken, die met de populaire Belgische en Franse inbouwmotoren gemotoriseerde fietsen en motorfietsen gingen produceren. In 1903 bracht G&W een model met een Johnson tweeversnellingsnaaf uit. Het was een bijzonder model, waarbij het motorblok zo ver naar achteren was geplaatst dat het (verstelbare) zadel boven het achterwiel zat. De wielbasis bedroeg 1575 mm. Net als veel van deze kleine Britse merken hield ook G&W het niet lang vol: in 1905 of 1906 werd de productie beëindigd.